# Дачная улица (Новосибирск)
Да́чная улица — улица в Заельцовском районе Новосибирска. Начинается от улицы Правый Берег Ельцовки, являясь её продолжением. Далее пересекает улицы Дуси Ковальчук, Дмитрия Донского, и Северную, заканчиваясь между улицей Северной и 2-й Ельцовкой. К Дачной улице примыкают улицы Калинина, Овражную, Тимирязева и Перевозчикова. Приблизительно в 45 м от места соединения Дачной улицы с улицей Правый Берег Ельцовки находится русло 1-й Ельцовки.

## Организации
Автомобильные организации
- МАКС Моторс Лада, официальный дилер
- SKODA, официальный дилер
- МАКС Моторс, Сибирская сеть

Другие организации
- Новосибирский завод полупроводниковых приборов
- Радиола, магазин
- Управление Федеральной службы государственной регистрации, кадастра и картографии по Новосибирской области

## Транспорт
На улице курсируют маршруты общественного транспорта: автобусы № 30,98, маршрутное такси 28. Ближайшая станция метрополитена (Заельцовская) находится приблизительно в 530 м от перекрёстка улиц Дачной и Дуси Ковальчук (на улице Дуси Ковальчук расположены остановки общественного транспорта).

## Галерея

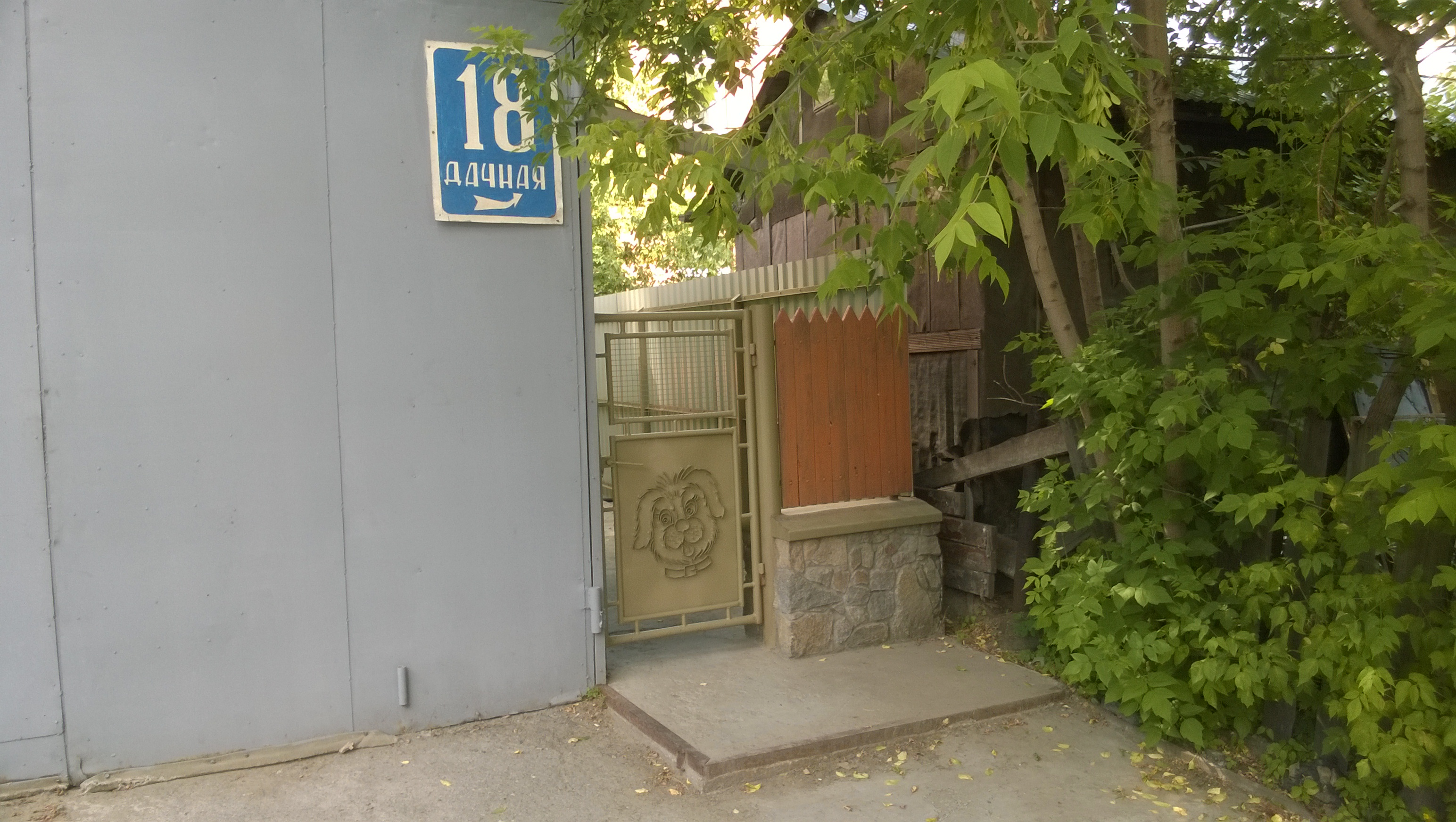
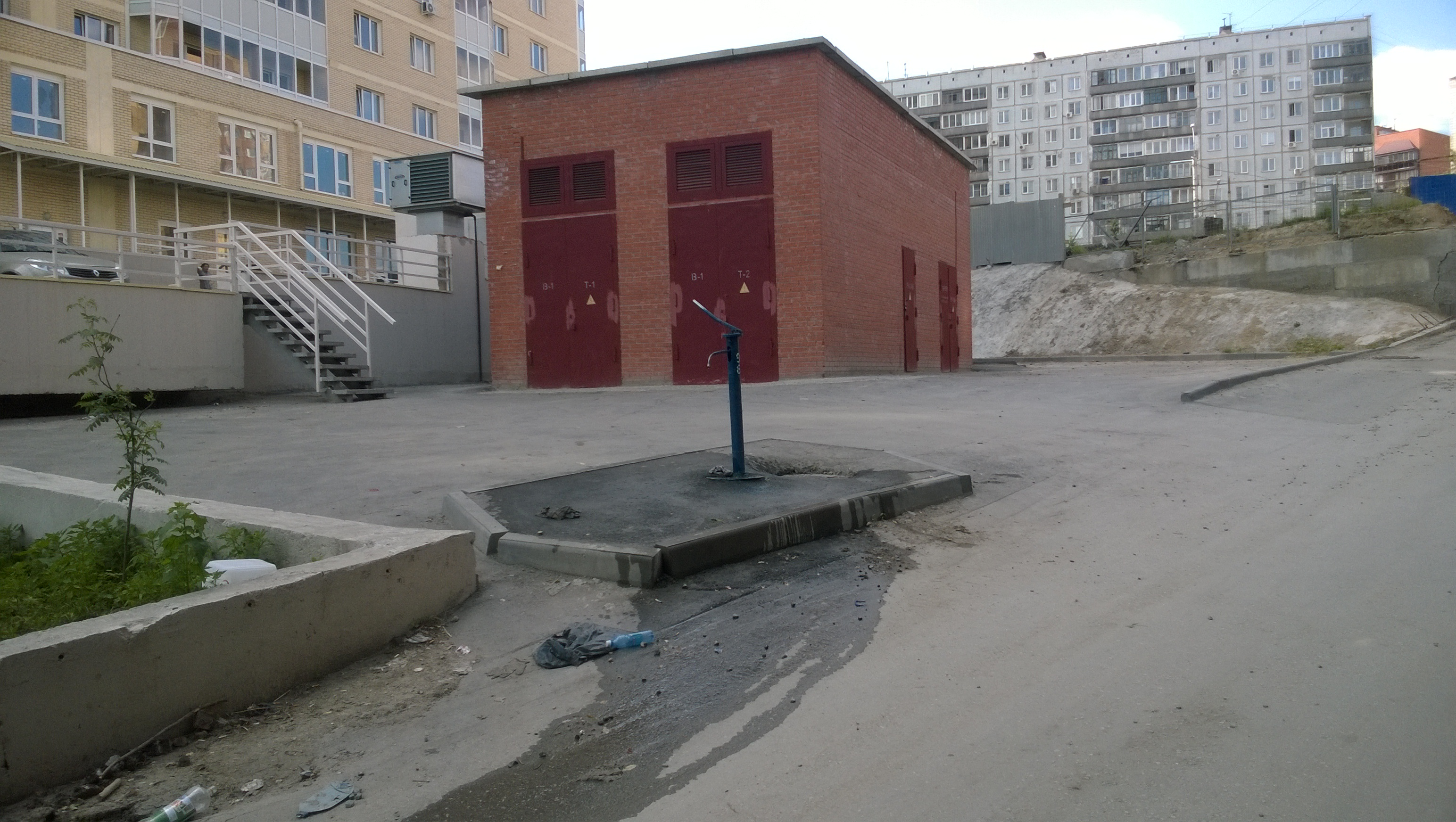